# Bubekia
Bubekia is een geslacht van vliesvleugeligen uit de familie Pteromalidae. De wetenschappelijke naam van dit geslacht is voor het eerst geldig gepubliceerd in 1897 door Karl Wilhelm von Dalla Torre.

## Soorten
Het geslacht Bubekia omvat de volgende soorten:
- Bubekia carolinensis (Ashmead, 1896)
- Bubekia lasiopterae (Ashmead, 1893)
- Bubekia tricarinata (Ashmead, 1888)